# HTTP/2
HTTP/2 — друга, розширена версія HTTP 2014 року і стандартизована в 2016 році, що базується на попередній версії HTTP 1.1, яка була стандартизована RFC 2616 в 1999 році.
На відміну від HTTP 1.1 HTTP/2 бінарний. Також зазнали зміни способи розбиття даних на фрагменти і їх транспортування між сервером і клієнтом.
В HTTP/2 сервер може відіслати дані, які ще не були запитані клієнтом, але знадобляться клієнту для конкретної побудови сторінок.
Запропонованим наступником HTTP/2 є протокол HTTP/3, означений у RFC 9000.

## Цілі
Робочою групою були сформульовані наступні цілі розробки протоколу HTTP/2:
- Створення механізму узгодження (англ. negotiation), який дозволить клієнтам і серверам обирати між HTTP 1.1, 2.0, або потенційно інший не-HTTP протокол.
- Підтримка високорівневої сумісності з HTTP 1.1 (наприклад, за допомогою  методів, кодів стану, URI, і більшості заголовків).
- Зменшення затримок з метою прискорення завантаження вебсторінок браузерами. Наприклад:
  - Стиснення даних у заголовках HTTP
  - HTTP/2 Server Push
  - HTTP pipelining (конвеєризація запитів)
  - Усунення такої проблеми HTTP 1.x, як head-of-line blocking[en]
  - Мультиплексування кількох запитів у одному TCP-з'єднанні
- Підтримка загальноприйнятих наявних способів використання HTTP, таких як звичайні і мобільні веббраузери, вебАРІ, вебсервери різного масштабу, проксі-сервер, зворотні проксі-сервери, мережеві екрани, мережі доправлення і розповсюдження інформаційного наповнення.[джерело?]